# سمیر بنگلون
سمیر بنگلون (انگلیسی: Samir Bengelloun؛ زادهٔ ۷ فوریهٔ ۱۹۸۵) بازیکن فوتبال اهل فرانسه است.
از باشگاه‌هایی که در آن بازی کرده‌است می‌توان به باشگاه فوتبال تروا اشاره کرد.